# جيزمو
جيزمو (إنجليزية:Gizmo!) هو فيلم وثائقي إصدار عام 1977 ، أنتجه وأخرجه هاورد سميث عن الأختراعات المحتملة مستخدماً بعض لقطات الأفلام الأخبارية القديمة لهذه الأختراعات . كما تناول بعض الأمثلة من الباركور والتسلق في المناطق الحضرية .

## وصلات خارجية
- جيزمو على موقع IMDb (الإنجليزية)
- جيزمو على موقع Turner Classic Movies (الإنجليزية)
- جيزمو على موقع أول موفي (الإنجليزية)
- جيزمو على موقع فيلمافينيتي (الإسبانية)
- جيزمو على موقع قاعدة بيانات الأفلام السويدية (السويدية)
- جيزمو على موقع قاعدة بيانات الفيلم (الإنجليزية)
- جيزمو على موقع ليتربوكسد (الإنجليزية)
- جيزمو على موقع كينوبويسك (الروسية)

- صفحة الفيلم على موقع IMDB .
- نقد وتوصيف للفيلم .
- الفيلم بالكامل على موقع Google Video .